# أنخيل مارتينيز أورتيغا
أنخيل مارتينيز أورتيغا (بالإسبانية: Ángel Martínez Ortega) (17 مايو 1991 برشلونة إسبانيا - ) هو لاعب كرة قدم إسباني يلعب كمدافع.

## روابط خارجية
- أنخيل مارتينيز أورتيغا على موقع قاعدة بيانات كرة القدم.إي يو (الإنجليزية)
- أنخيل مارتينيز أورتيغا على موقع Soccerway.com (الإنجليزية)
- أنخيل مارتينيز أورتيغا على موقع AS.com (الإسبانية)